# Pastorie Zevergem

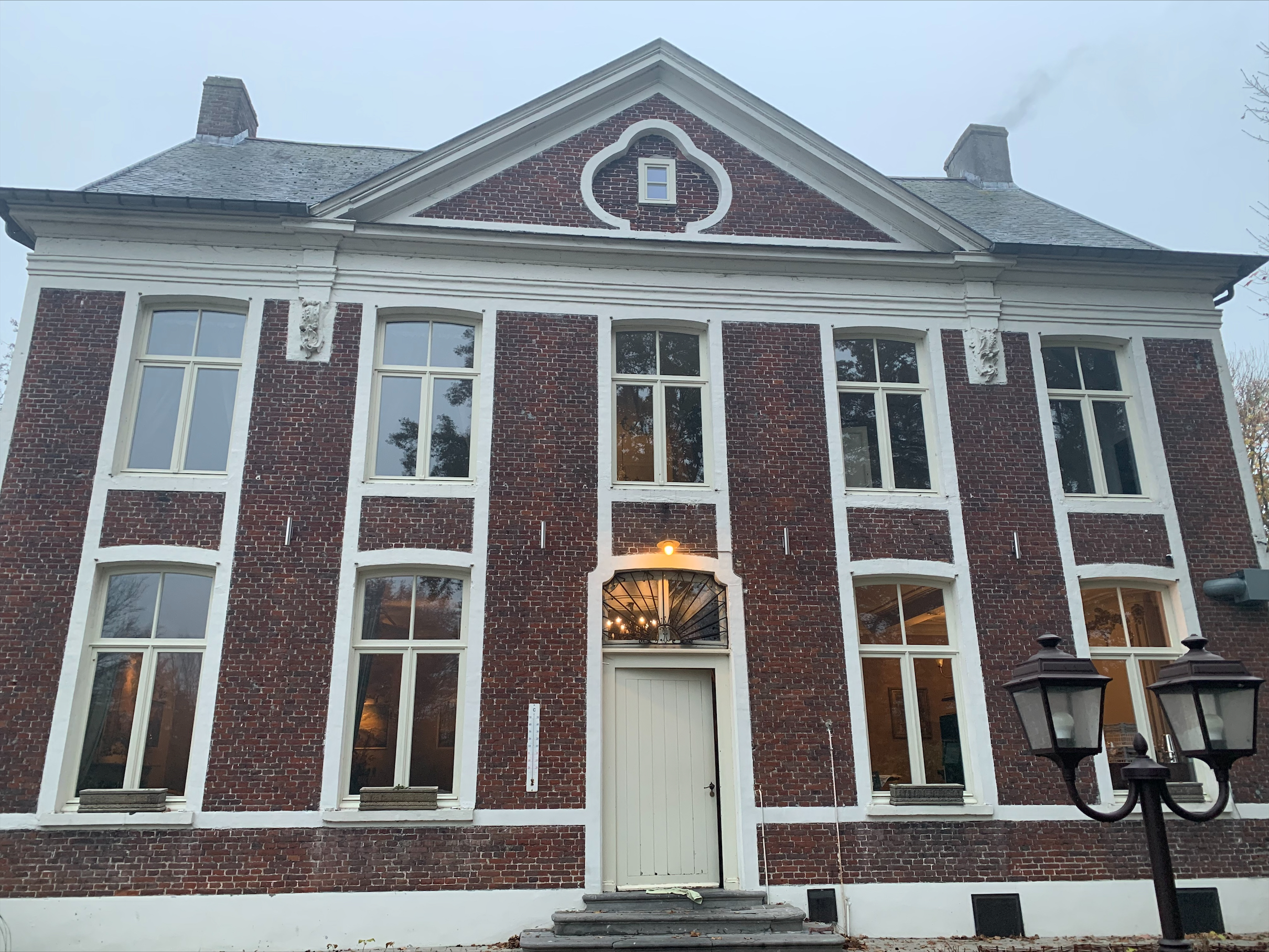
De pastorie ligt tegenover de Onze-Lieve-Vrouwekerk te Zevergem sinds 1765.

De pastorie te Zevergem dorp is een gebouw dat recht tegenover de Onze-Lieve-Vrouwekerk ligt en een bekend zicht is in het Scheldedorp. Eind 18e eeuw deed het gebouw dienst als pastoorswoning. Sinds 2002 is het een horecazaak en sinds 2010 is het restaurant 'De Pastorie' er gevestigd.

## Kerkelijke geschiedenis
Kerkelijk gezien behoorde Zevergem tot 1559 toe aan het bisdom Doornik en nadien tot het bisdom Gent, waarbij de Gentse Sint-Pietersabdij het patronaatsrecht toekwam. Deze opsplitsing zorgde voor een hoogoplopende discussie tussen de abt van Sint-Pieters en de bisschop van Gent, die reeds in 1643 aanving. In 1735 kende de ruzie een einde en werd er een overeenkomst bereikt tussen beiden. In het pact werd besloten dat de parochies van Zwijnaarde, Zevergem en Eke deel zouden blijven uitmaken van de Sint-Pietersabdij. De overeenkomst hield eveneens in dat de abt een vrije keuze had over de benoeming van de pastoors, echter de zielzorg opnemen kon pas na ondervraging door de bisschop.

## Geschiedenis van het gebouw

### Voor 1765
De pastorij in Zevergem kende verschillende locaties. De bouw van de huidige pastorij vond plaats in het najaar van 1765. In 1577 vormde de pastorie één geheel met de eigendom van Joos Borluut. De vorige perceelgronden hadden veel verschillen in oppervlakte, zo was er een sprake van een perceel van 50 roeden, maar ook een perceel van 330 roeden groot.
De oude pastorij diende onder handen te worden genomen waardoor men besliste om een nieuw stuk grond te kopen. De huidige grond van 6246 m² oftewel 440 roeden kwam in de 18e eeuw in handen van de pastorij na een ruil met ene Judocus Van Oostende, schepen van Zevergem, met een ander stuk grond. Een nieuw gebouw was noodzakelijk gezien de erbarmelijk slechte staat van de oude pastorij. Zo is te lezen in het toen opgestelde contract: “... slechte en onbewoonelycke gestaethede van het aut pastoreel huys, hetwelck absolute ruine menaceert en geensints in syn alderminste deel niet en can worden gerepareert ...”. Men besloot men de oude pastorij te vervangen door een nieuw gebouw tegenover de Onze-Lieve-Vrouwekerk.

### Na 1765
De geschiedenis van de voormalige pastorij in Zevergem begint in het jaar 1765. De werken werden uitgevoerd door adbijbouwmeesters Van den Haute en De Villegas in opdracht van abt Gudwaldus Seiger van de Gentse Sint-Pietersabdij.
Documenten uit die tijd van de Raad van Vlaanderen beschrijven het gebouw als een “opulent” huis met “stallingen ende remisen beplant met haegen ende fruytboomen alsmede daer ront gedolven eenen walgracht van considerabele breede ende diepte, omwaterende geheel den terrain”. Aangezien Gudwaldus Seiger abt was van de Sint-Pietersabdij en deze periode een ware bloeiperiode was, werd dit eveneens geaccentueerd in de bouw en inrichting van de pastorie te Zevergem.
Er treden echter problemen op in 1774 als duidelijk wordt dat de administratie niet correct was opgevolgd en er geen sprake was van amortisatiebrieven, waardoor de overeenkomst tussen Van Oostende en de pastoor niet bestond. Om deze reden moest de waarde opnieuw worden geschat en diende de abt extra te betalen.
De eerste pastoor woonachtig in de vernieuwde pastorij was Andreas de Furgon. Hij werd pastoor van Zevergem op 30 mei 1765, de dag nadat Pastoor De Castro overleed. Hij behoorde tot de Sint-Pietersabdij en dit werd toen geaccentueerd door de wapens kenmerkend van de abdij aan te brengen in de voorgevel van het pastoraal huis te Zevergem. De laatste pastoor die de pastorie van Zevergem bewoonde was André De Kimpe. Hij was pastoor tot augustus 1998.

### Werken en herstellingen
Na de ruil in 1765 dienden er werken te gebeuren aan de pastorie. Het delven van de wal en het aanbrengen van funderingen werd uitgevoerd door 59 mensen. De rekeningen van 8 november 1765 geven een zicht op de kosten van deze werken. De oorspronkelijke rekeningen kunnen worden teruggevonden in het Rijksarchief te Gent.
Aan het gebouw werden enkele keren herstellingen aangebracht. Zo raasde in 1873 een orkaan door Zevergem waarbij de kerktoren, de kerk zelf en de pastorie beschadigd raakten. Wat schade door oorlogsgeweld betreft, zijn geen documenten gevonden. In 1988 renoveert de gemeente grondig het gebouw en enkele jaren geleden is het interieur gerenoveerd door de uitbaters Caroline Poppe en Pascal Vandenheulen.

## Gebouw en inrichting

### Exterieur
De voorgevel van het gebouw wordt gekenmerkt door twee bouwlagen en een driehoekig fronton aan de bovenkant met middenin een oculus. Het betreft een vrijstaande woning met een grote tuin met een smal hek als toegangspoort. De bepleisterde daklijst op rocailleconsoles werden uitgevoerd door J. Lauwers. De bakstenen zijn identiek en onbeschilderd. In de tuin bevinden zich koetshuizen uit de 18e eeuw. De tuin is driekwart omwald en is een centrale rechthoekige open zone.

### Interieur

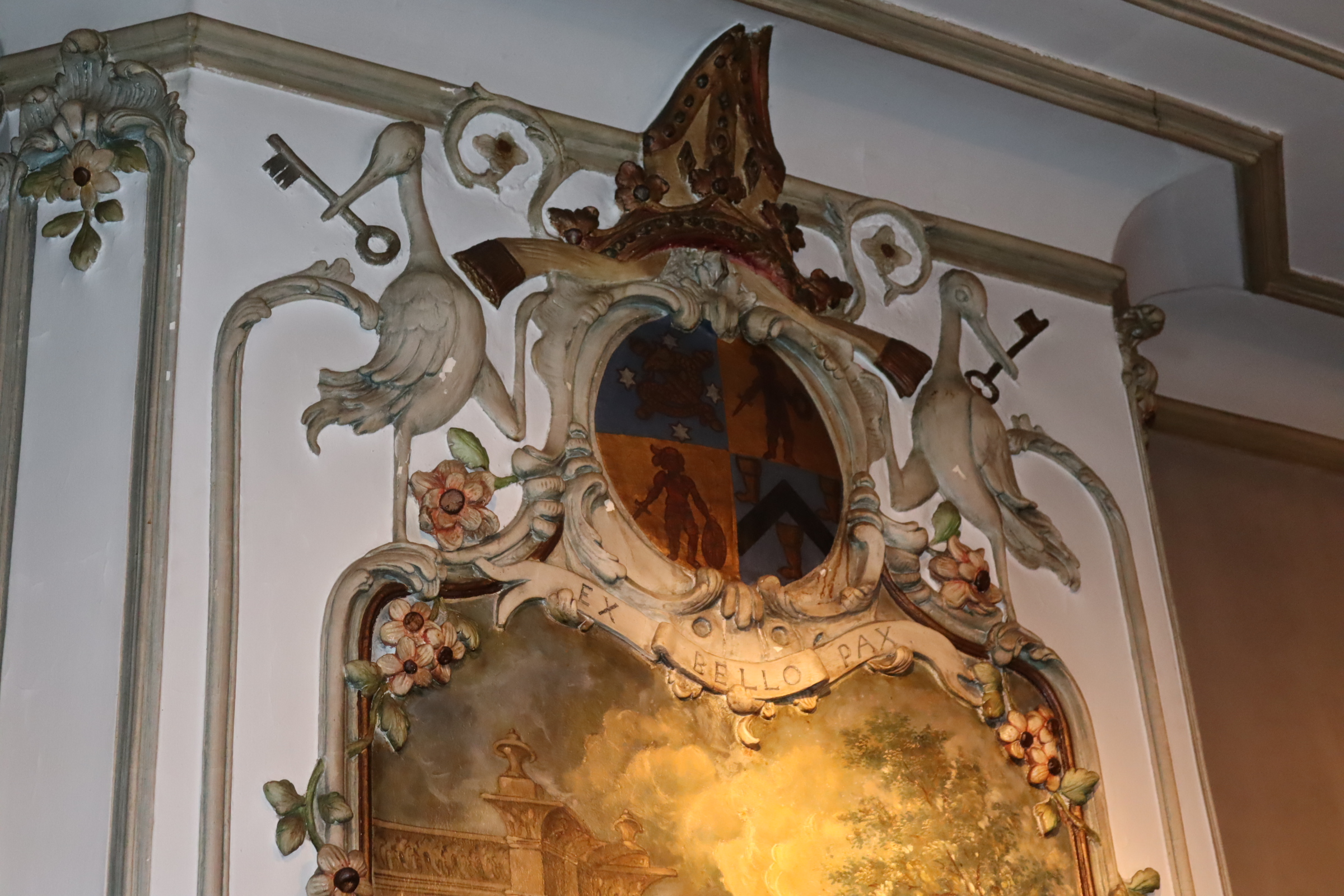
Wapenschild terug te vinden in het salon, gekenmerkt door de leuze 'Ex Bello Pax'.

Het dubbelhuis met gracht is opgetrokken in Lodewijk XV-stijl en de rococostijl. Binnenin is een duidelijke traditionele 18e-eeuwse indeling te zien. Er is een centrale gang met langs beide kanten van de gang een salon. Een 18e-eeuwse trap, paneeldeuren, een hal met rondboognis, kamers met schouwmantels en dergelijke meer vormen het interieur. De salons worden gekenmerkt door stucplafonds. Verder springt de schouw met het wapenschild en leuze "EX BELLO PAX" van de hierboven vermelde abt Gudwaldus Seiger in het oog. In de salons kan men ook 19de-eeuwse muurschilderingen terugvinden door J. Lauwers. De strakheid van de fresco's situerend in de overgang tussen Lodewijk XV en XVI-stijl doch met een vleugje rococo door de bloemen erin verwerkt. De muurschilderingen betreffen vooral geïdealiseerde tuinlandschappen.
De pastorie van Zevergem en andere pastorieën in Vlaanderen werden luxueus ingericht door Abt Seiger. De Sint-Pietersabdij van abt Seiger was de rijkste abdij der Nederlanden en deze rijkdom weerspiegelt zich ook in de inrichting van de pastorie in Zevergem.

## Bescherming
Sinds 2004 is het gebouw een beschermd monument en in 2009 werd het gekenmerkt als ‘vastgesteld bouwkundig erfgoed’. Mede door zijn artistieke, historische en wetenschappelijke waarde werd het gebouw vanwege zijn algemene belang beschermd.

## Huidige invulling
In 2002 werd de voormalige pastoorswoning omgevormd tot een restaurant. In 2010 besloten de vorige eigenaars, Caroline Poppe en Pascal Vandenheulen, ‘De Pastorie’ te runnen. Mensen konden hier terecht voor de klassieke Franse keuken met een ‘eigenzinnige twist’. De verjaardagsmenu's die de chef-koks bereidde waren gebaseerd op ingrediënten, recepten en methodes van toentertijd. Zij namen het interieur onder handen en gaven een hedendaagse toets aan de eeuwenoude recepten.
In mei 2022 nam chef Ruben Lamiroy de zaak over. Een jaar eerder won hij de titel van "Eerste Kok van België". Het restaurant kreeg een score van 13,5 uit 20 (1 koksmuts) van Gault&Millau.

## Interieur en exterieur

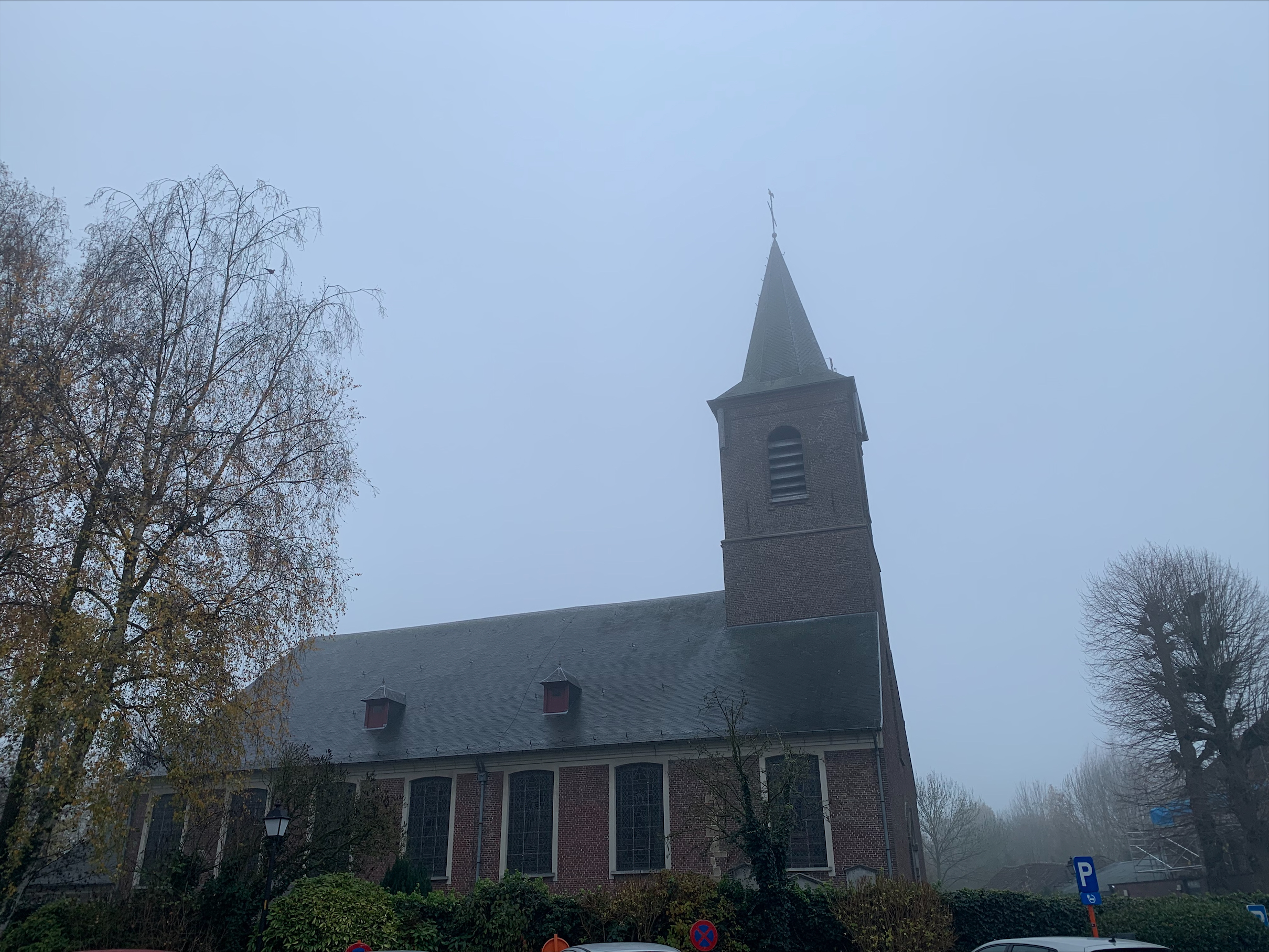
De pastorie is gelegen recht tegenover de Onze-Lieve-Vrouwekerk te Zevergem sinds 1765.
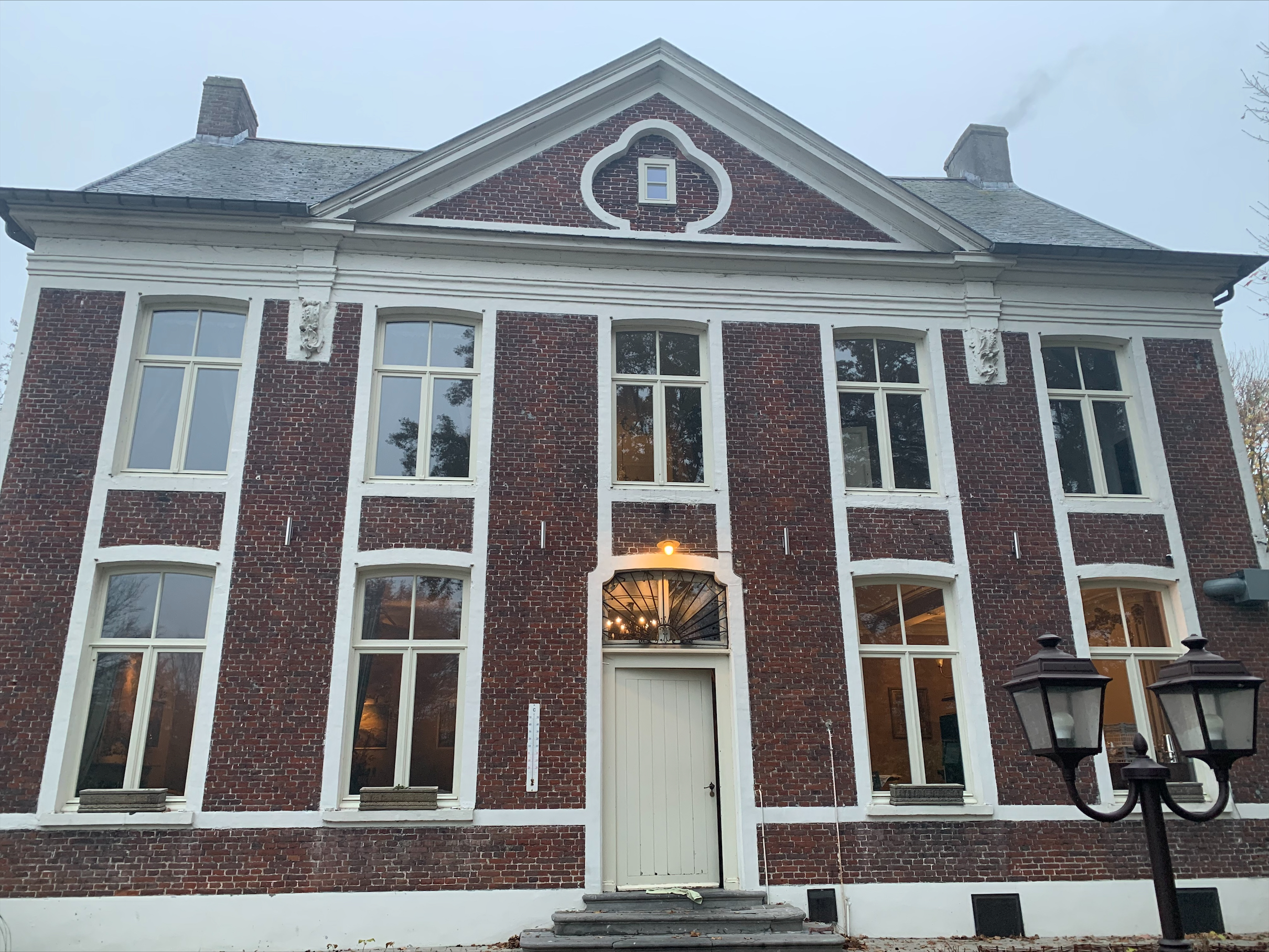
De achtergevel van de pastorie dd. 9/12/2022 en het driehoekig fronton.
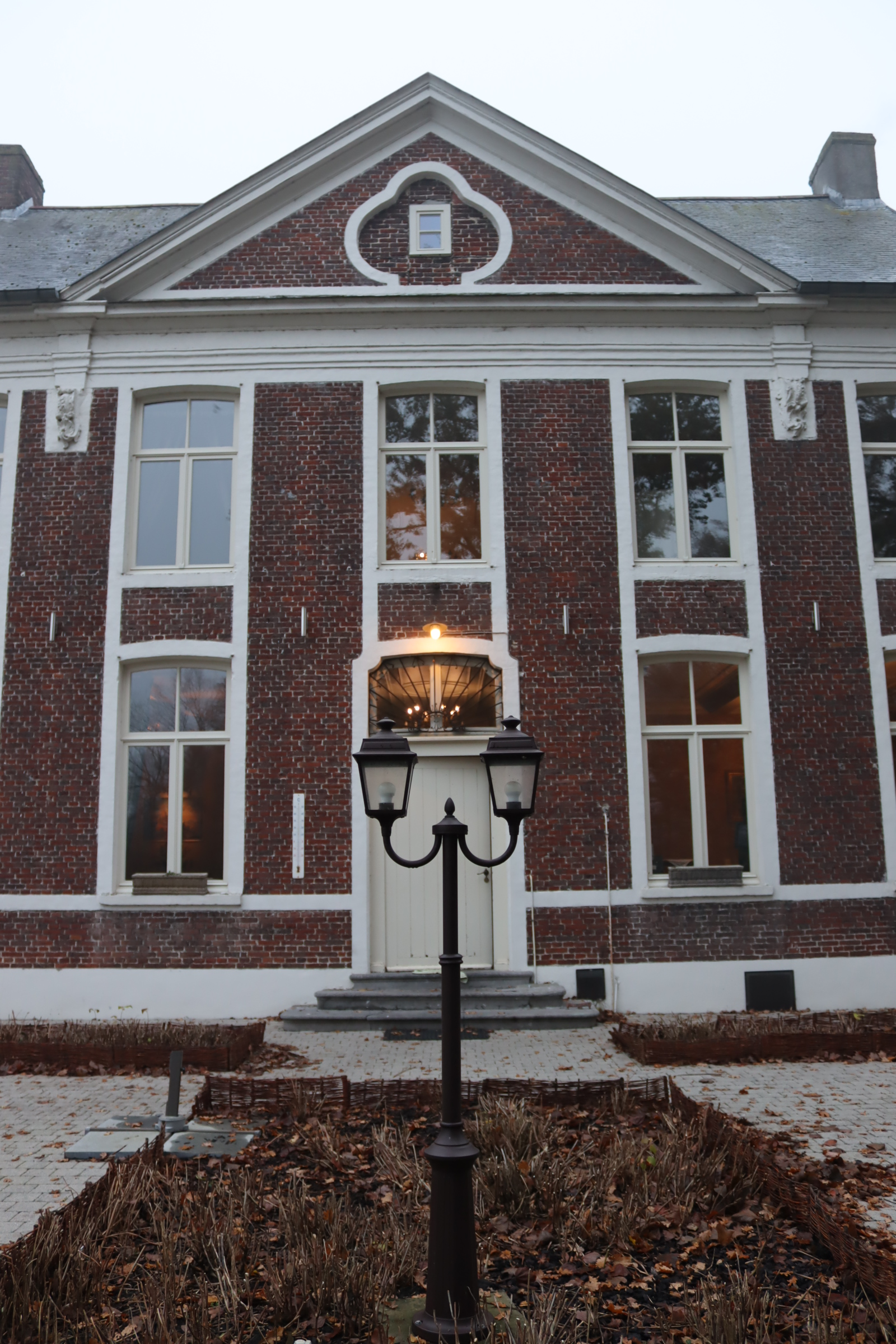
De achtergevel van de pastorie dd. 9/12/2022.
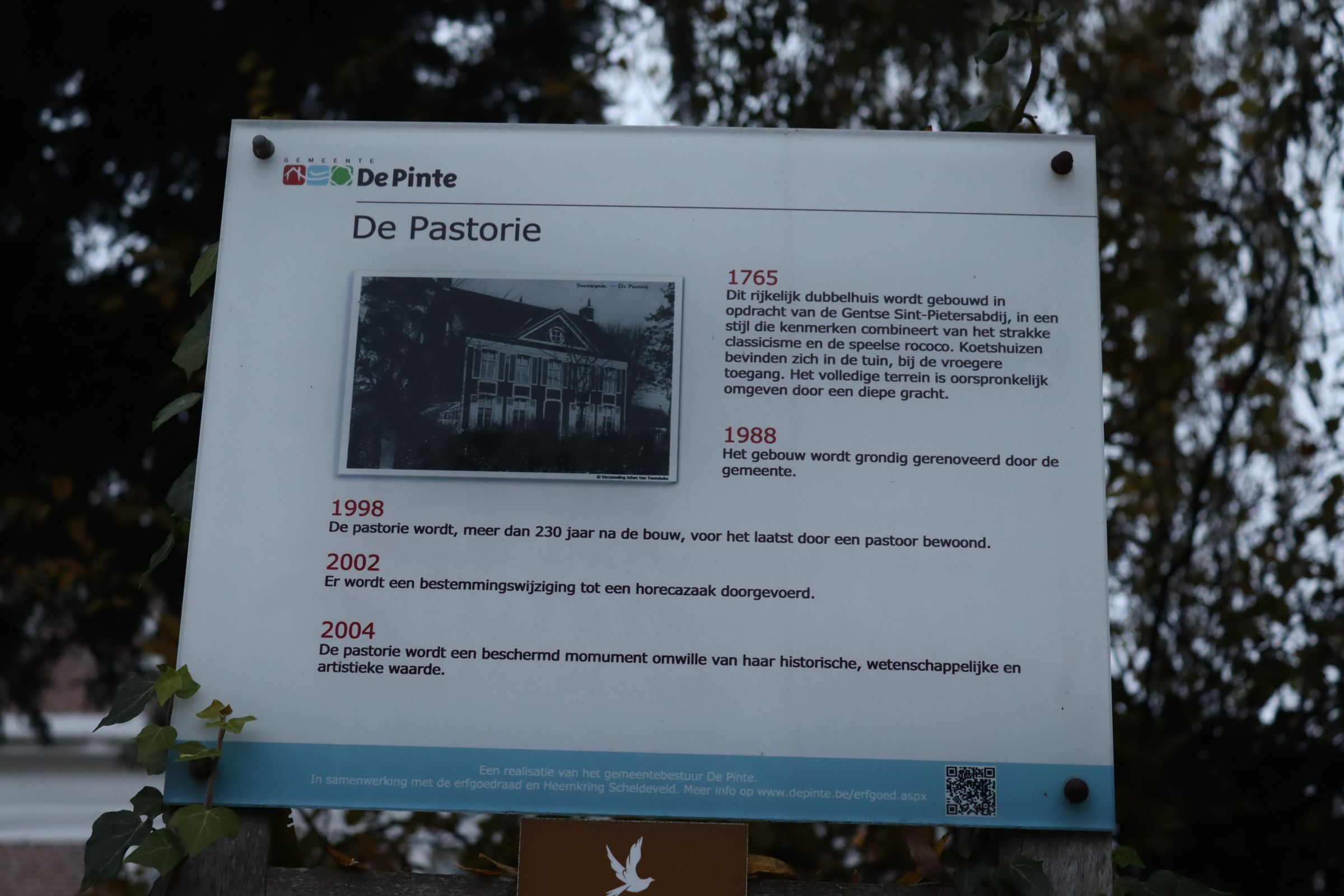
De gemeente De Pinte is eigenaar van het onroerend goed.
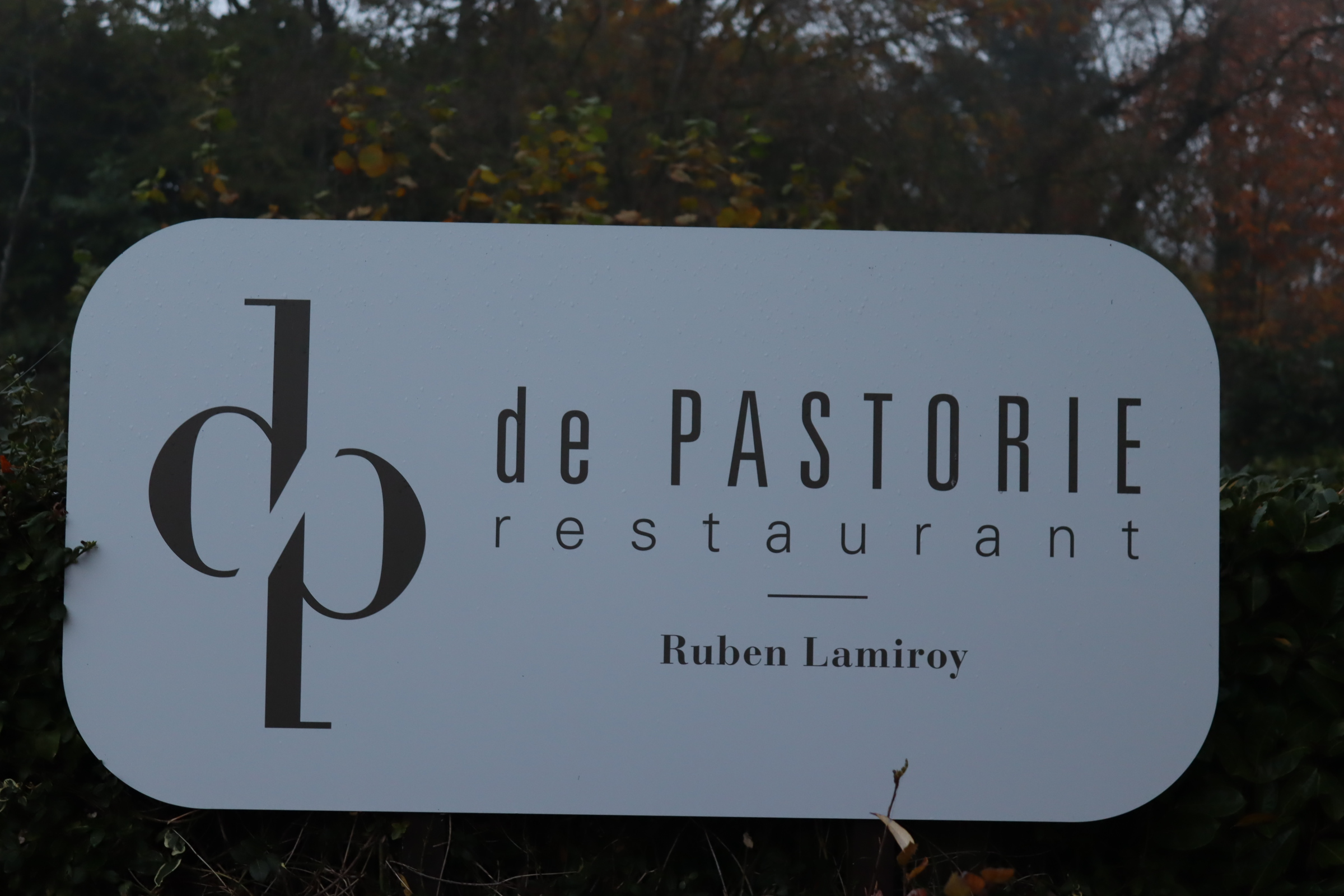
Sedert 2002 werd de bestemming van de pastorij gewijzigd naar horecazaak.
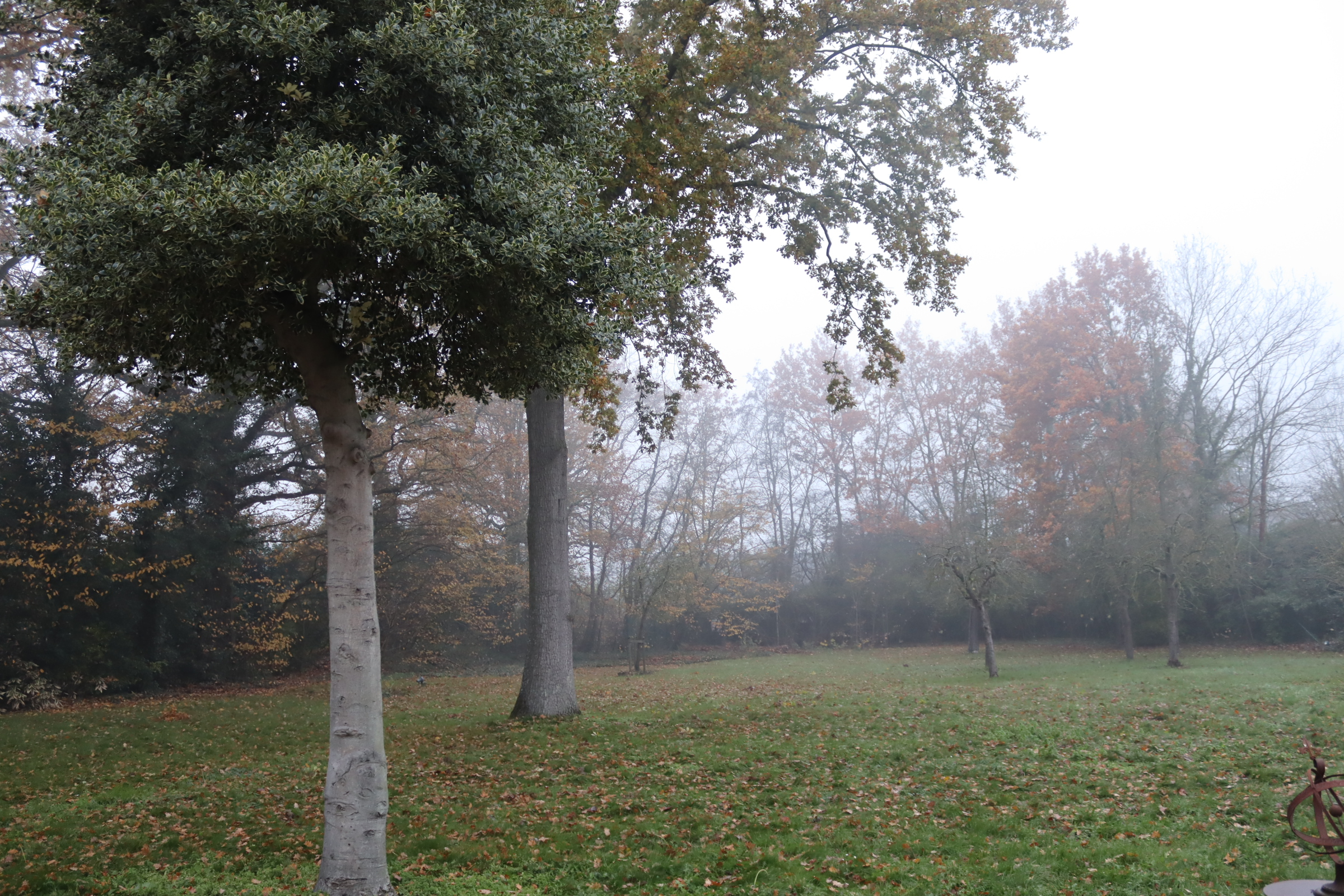
Het perceel bevat een groot stuk tuin.
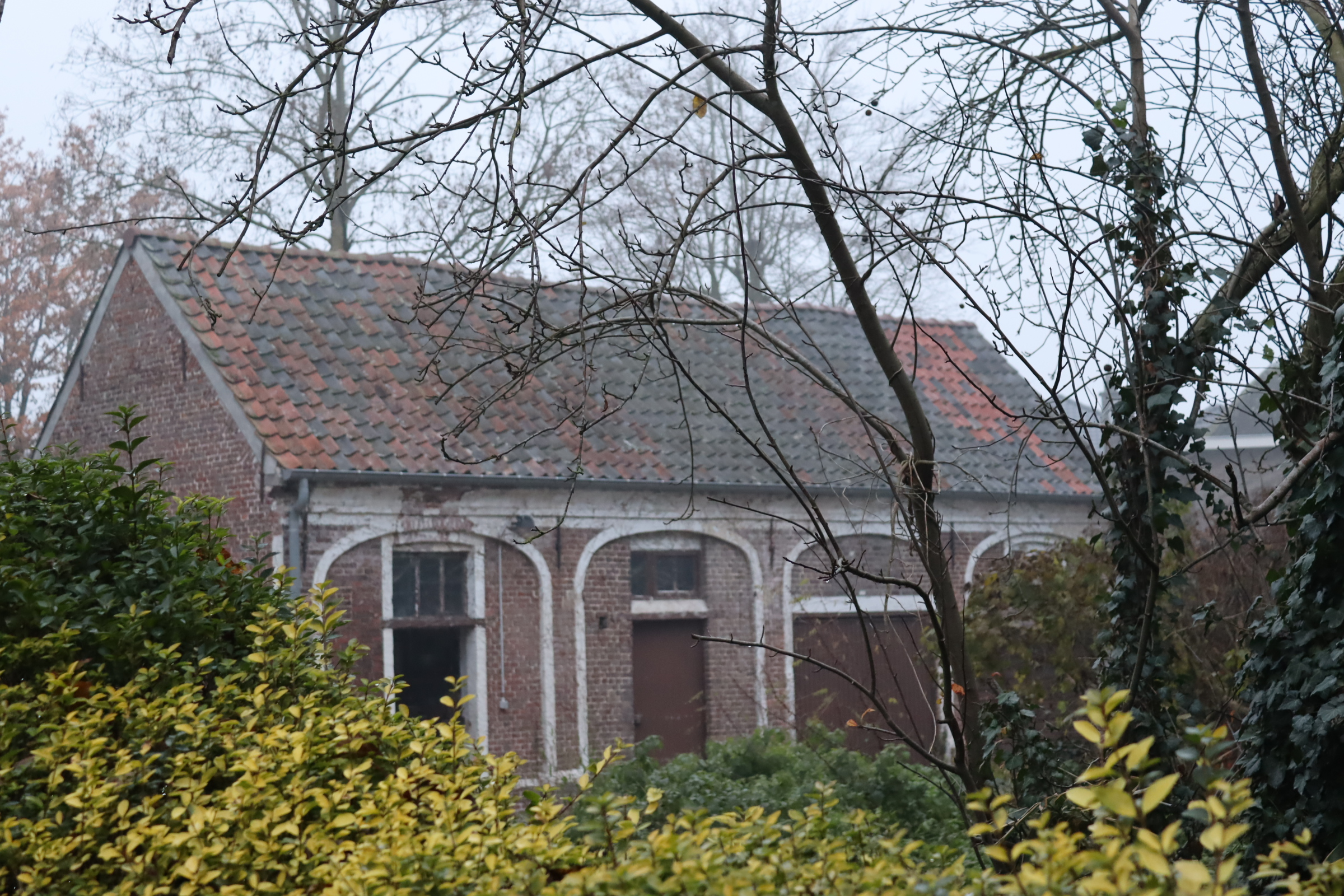
Het bijgebouw dat men aan de rechterkant van de pastorie kan terugvinden, vroeger dienend als koetshuizen.
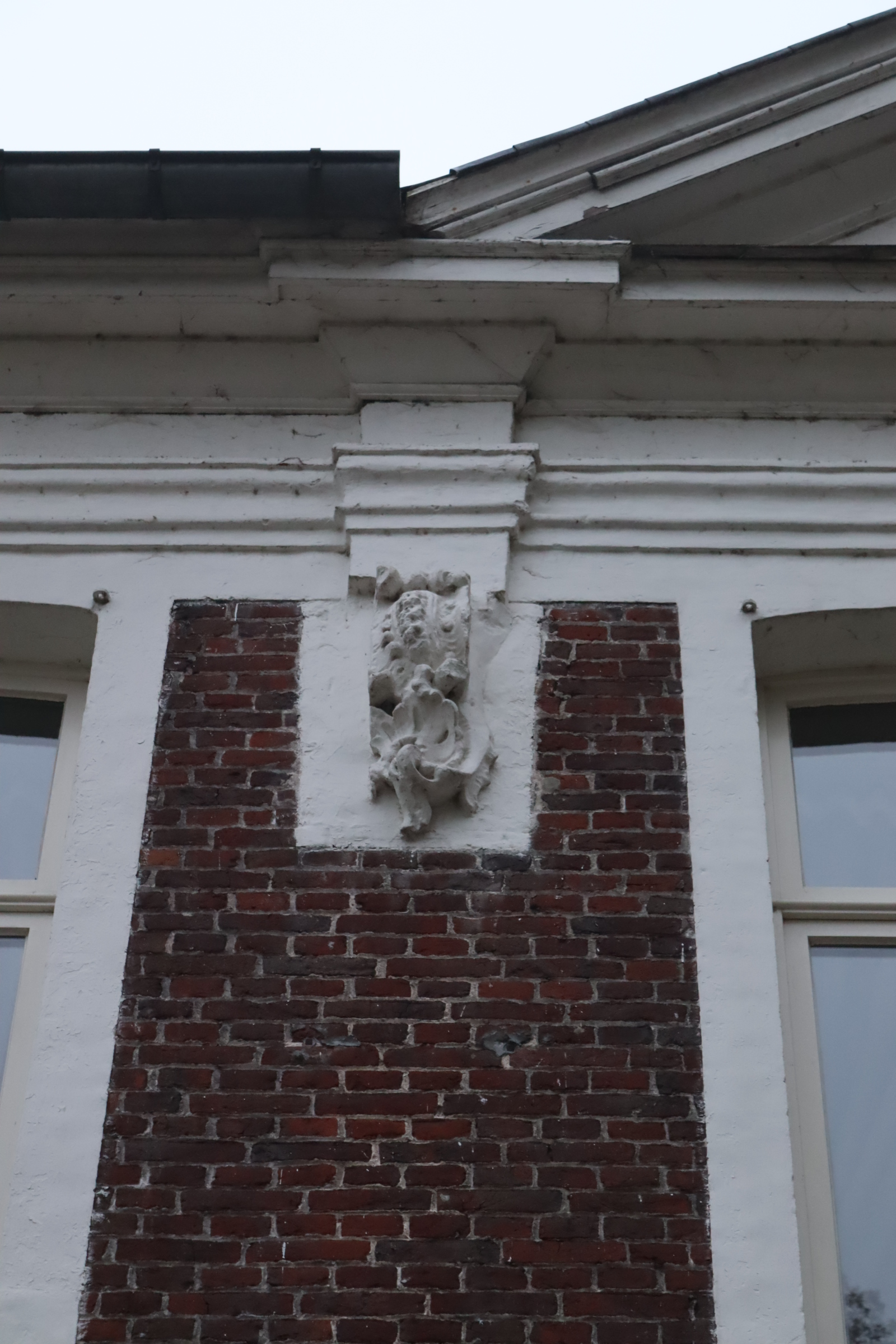
In de voor- en achtergevel vindt men verschillende decoratieve elementen terug.
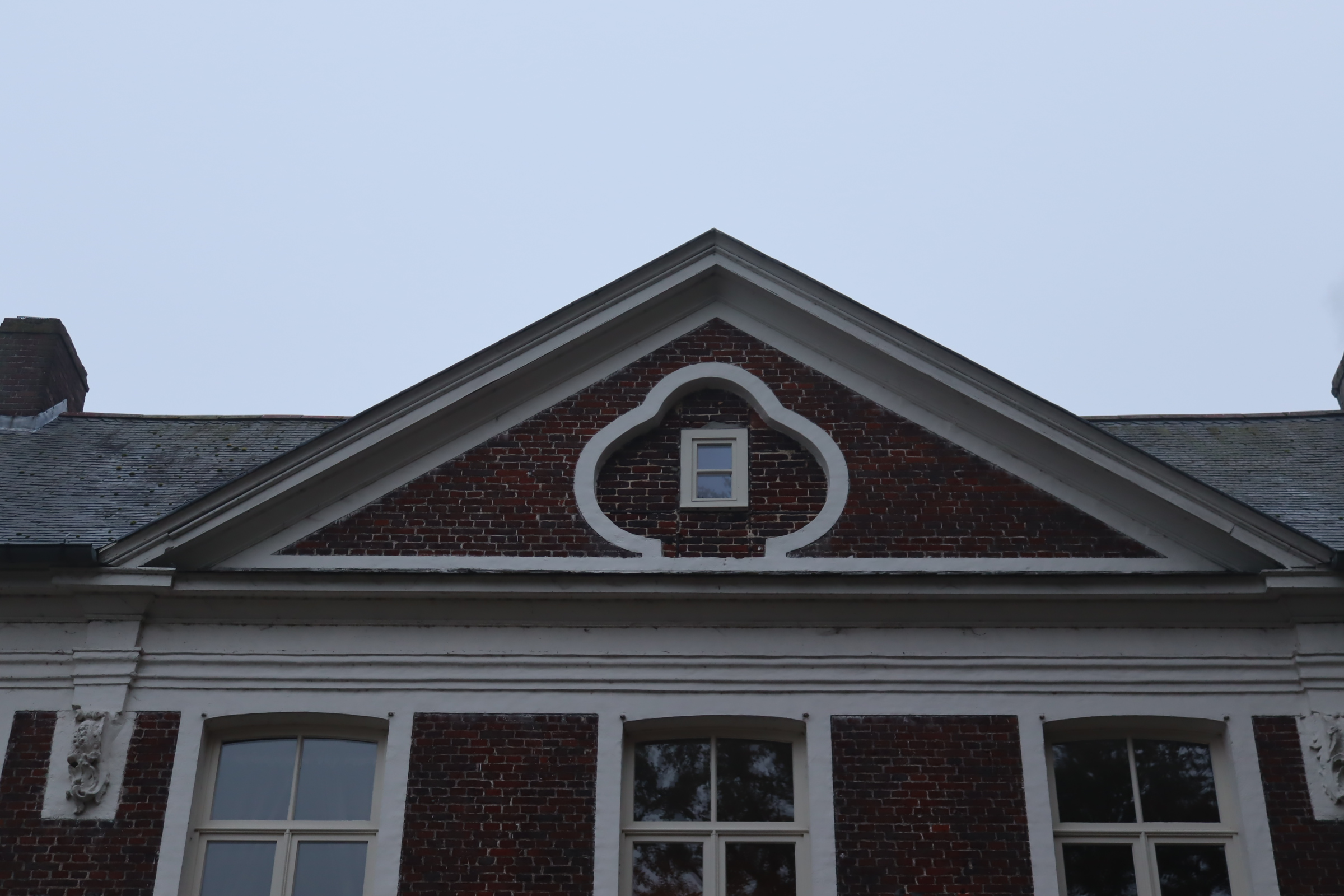
De voorgevel is bekroond met een driehoekig fronton met middenin een oculus.
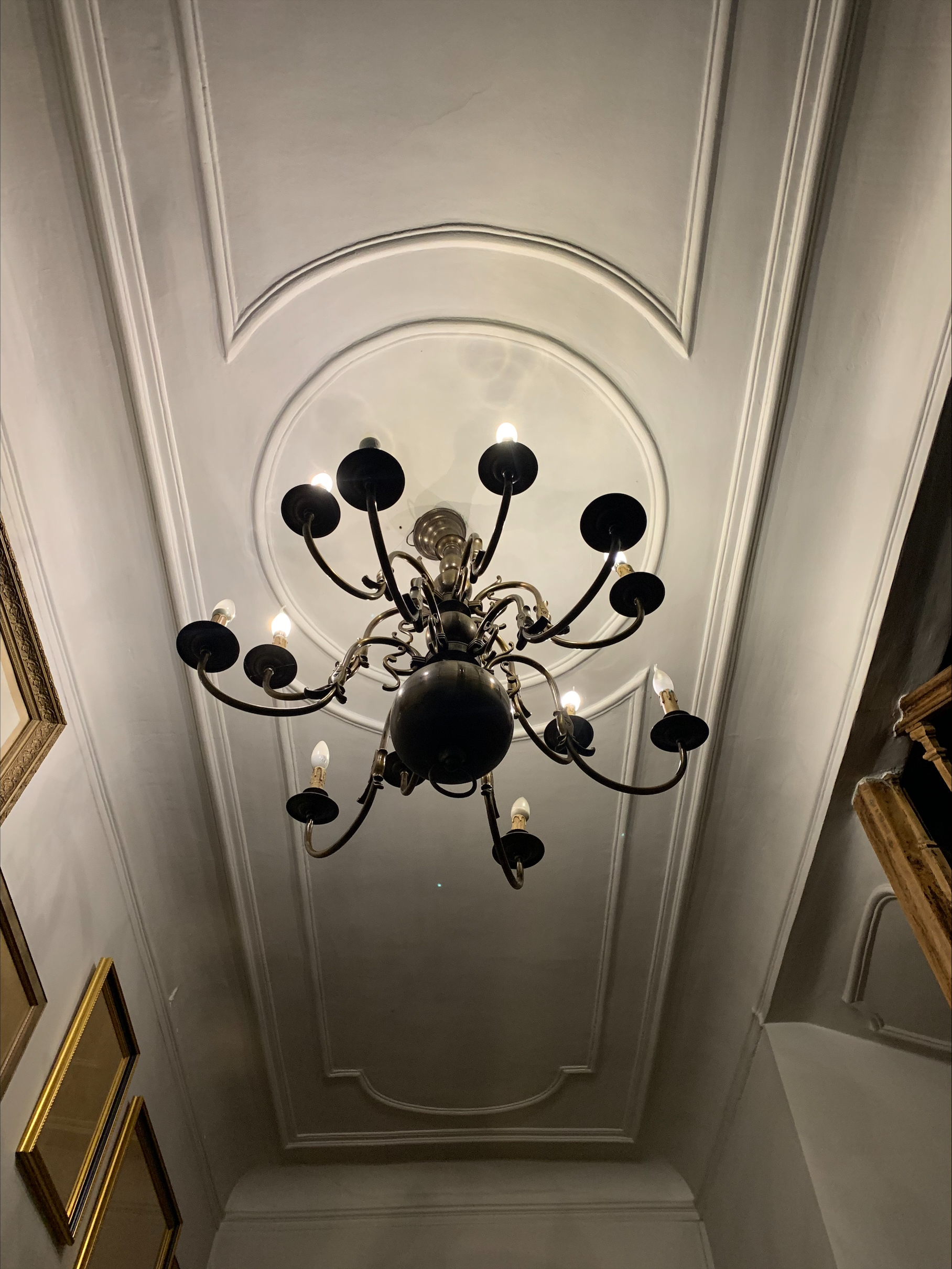
De inrichting van het gebouw is klassiek afgewerkt met moulures en lusters.
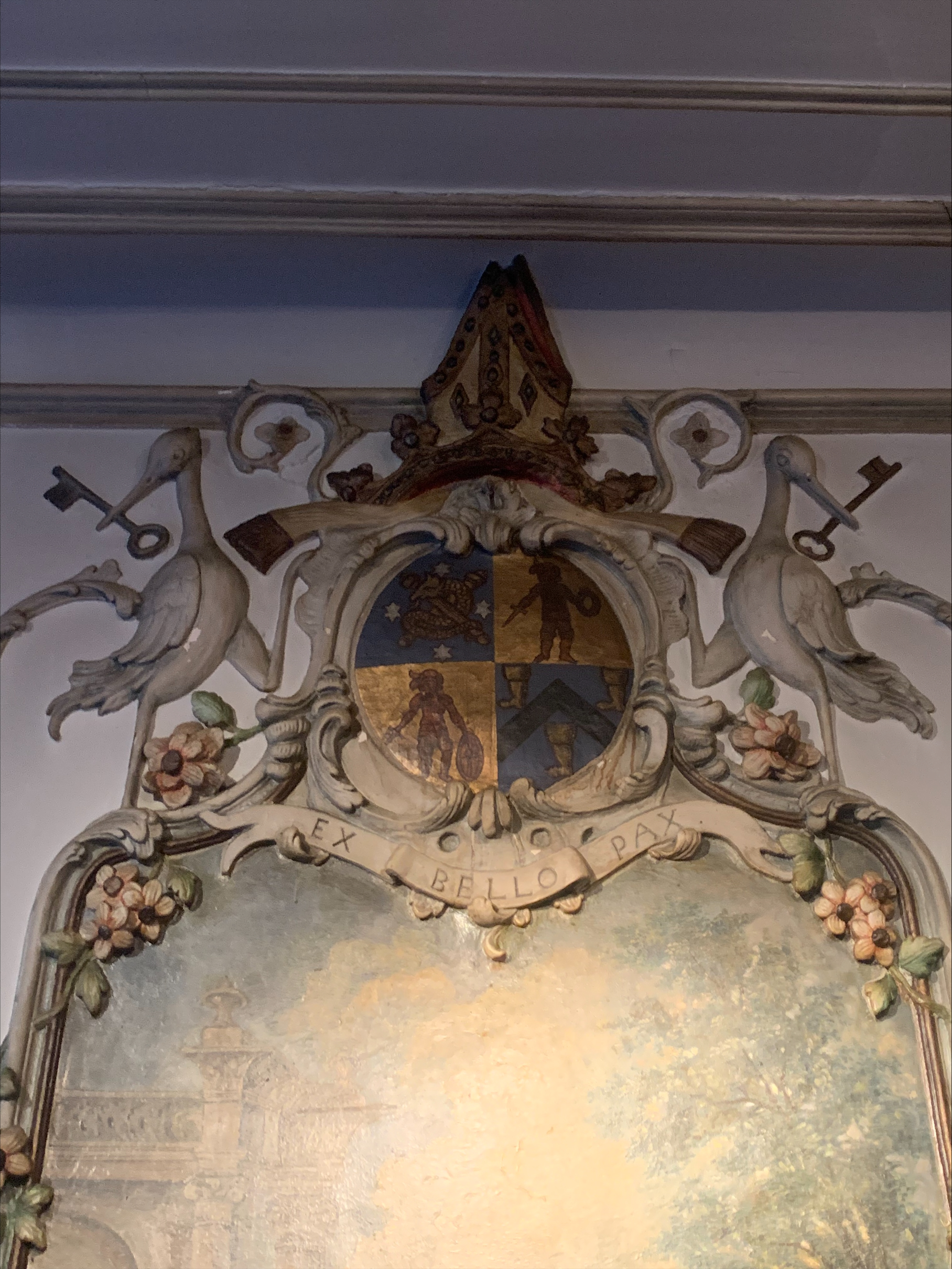
Het wapenschild en de leuze 'Ex Bello Pax' van abt Seiger kan men terugvinden boven de schouwmantel.
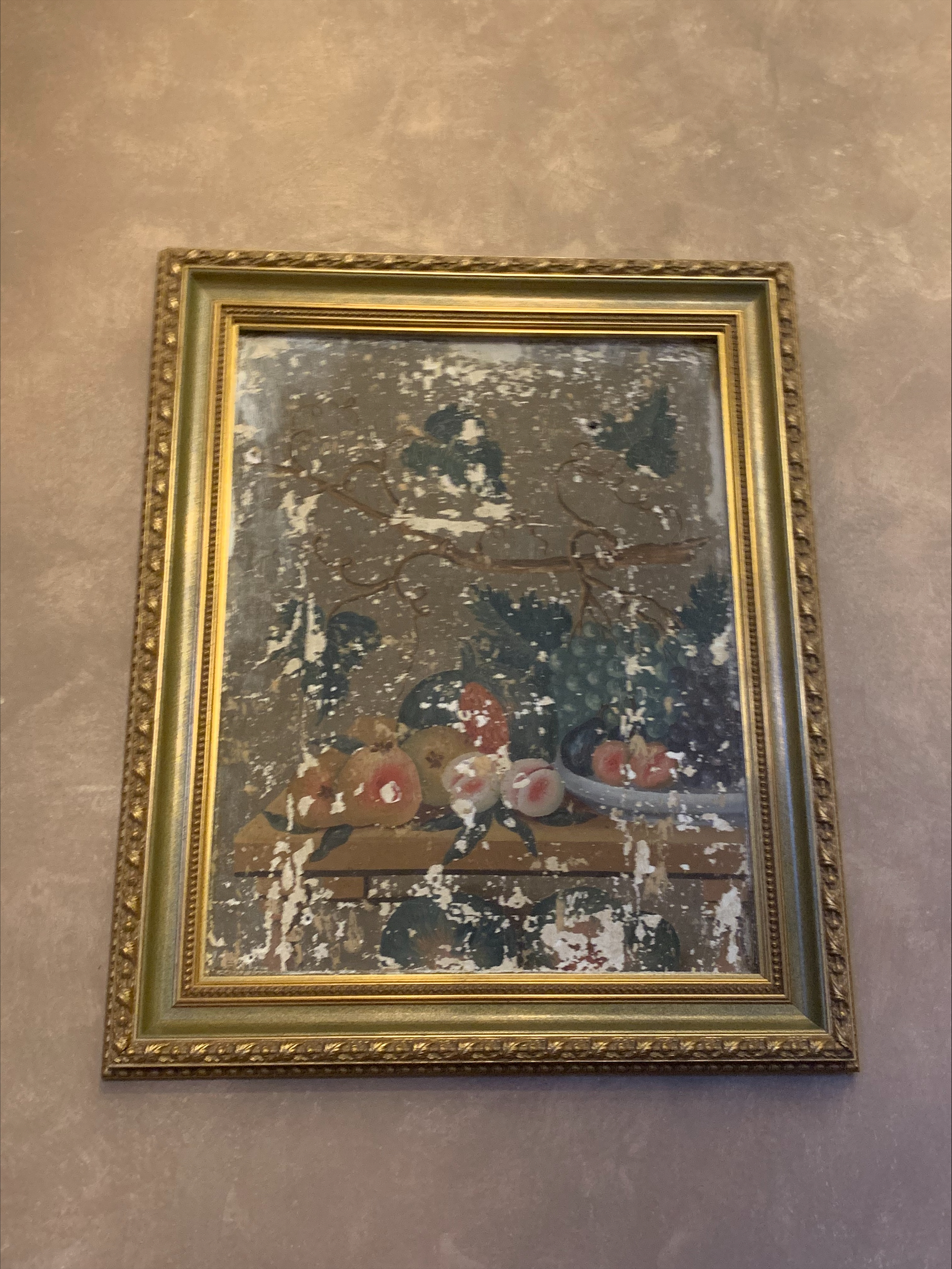
Men kan nog steeds muurschilderingen terugvinden in het gebouw.
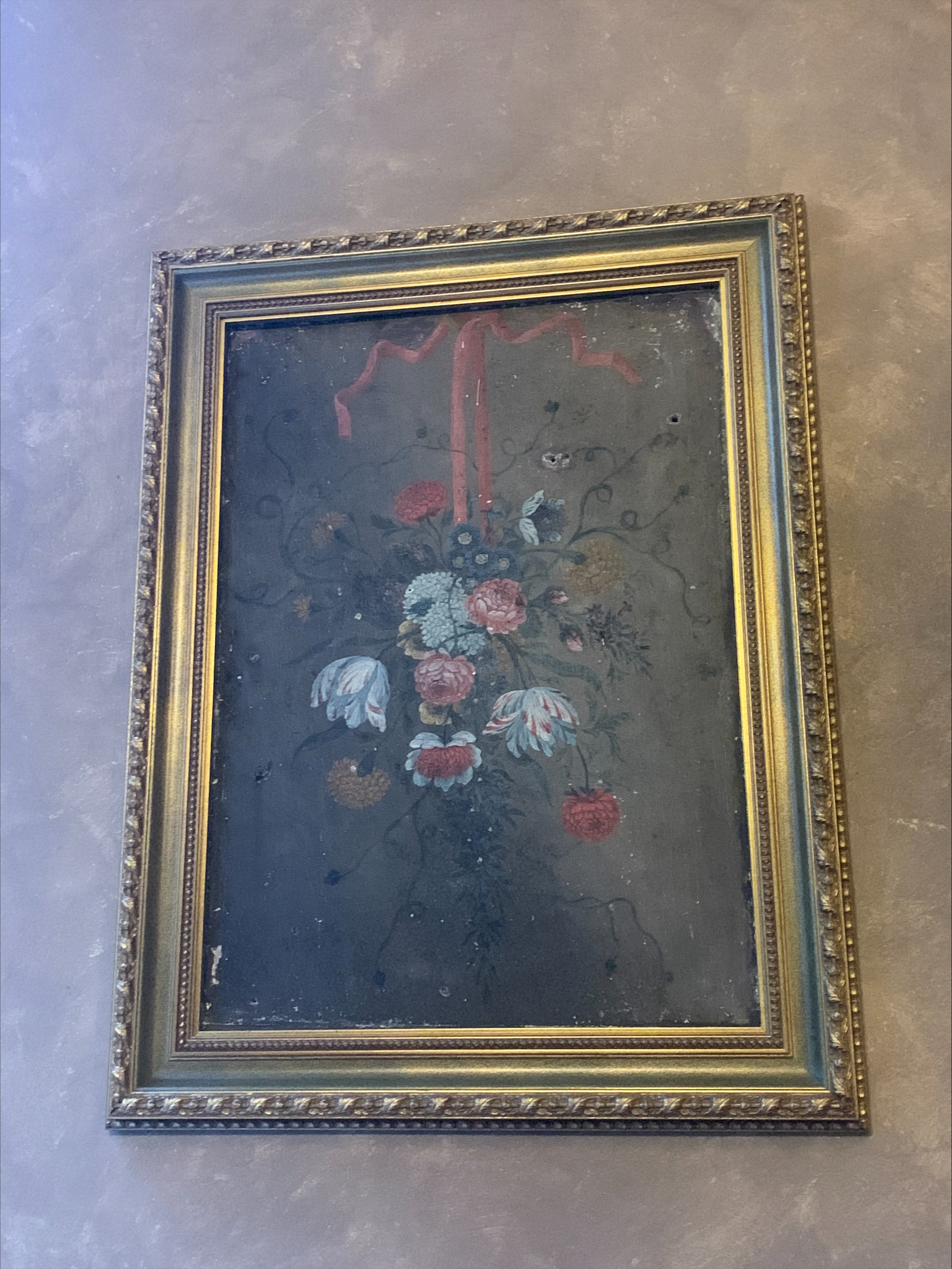
Een muurschildering in het salon.
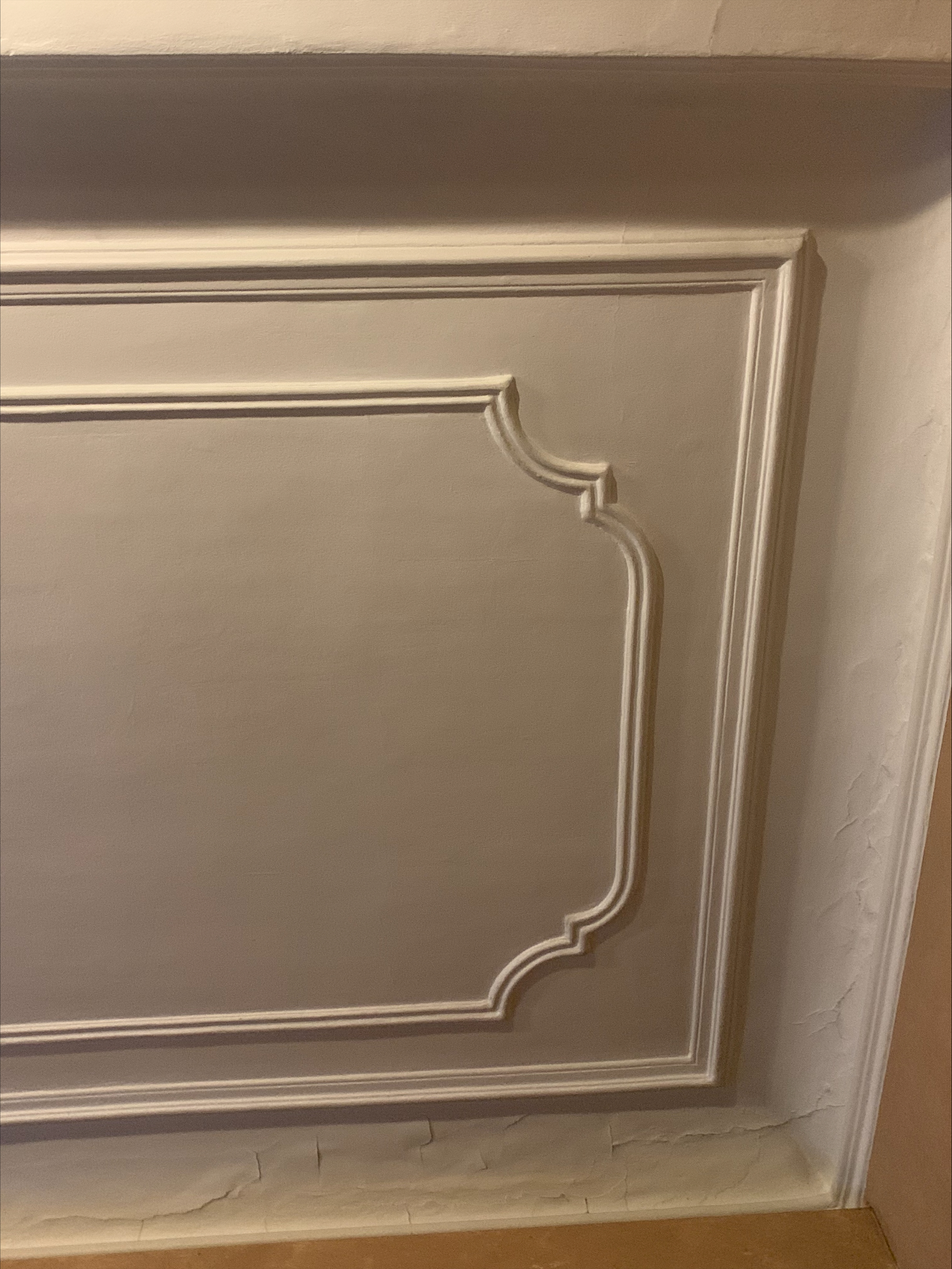
Zowel de hal als de salons zijn afgewerkt met moulures.
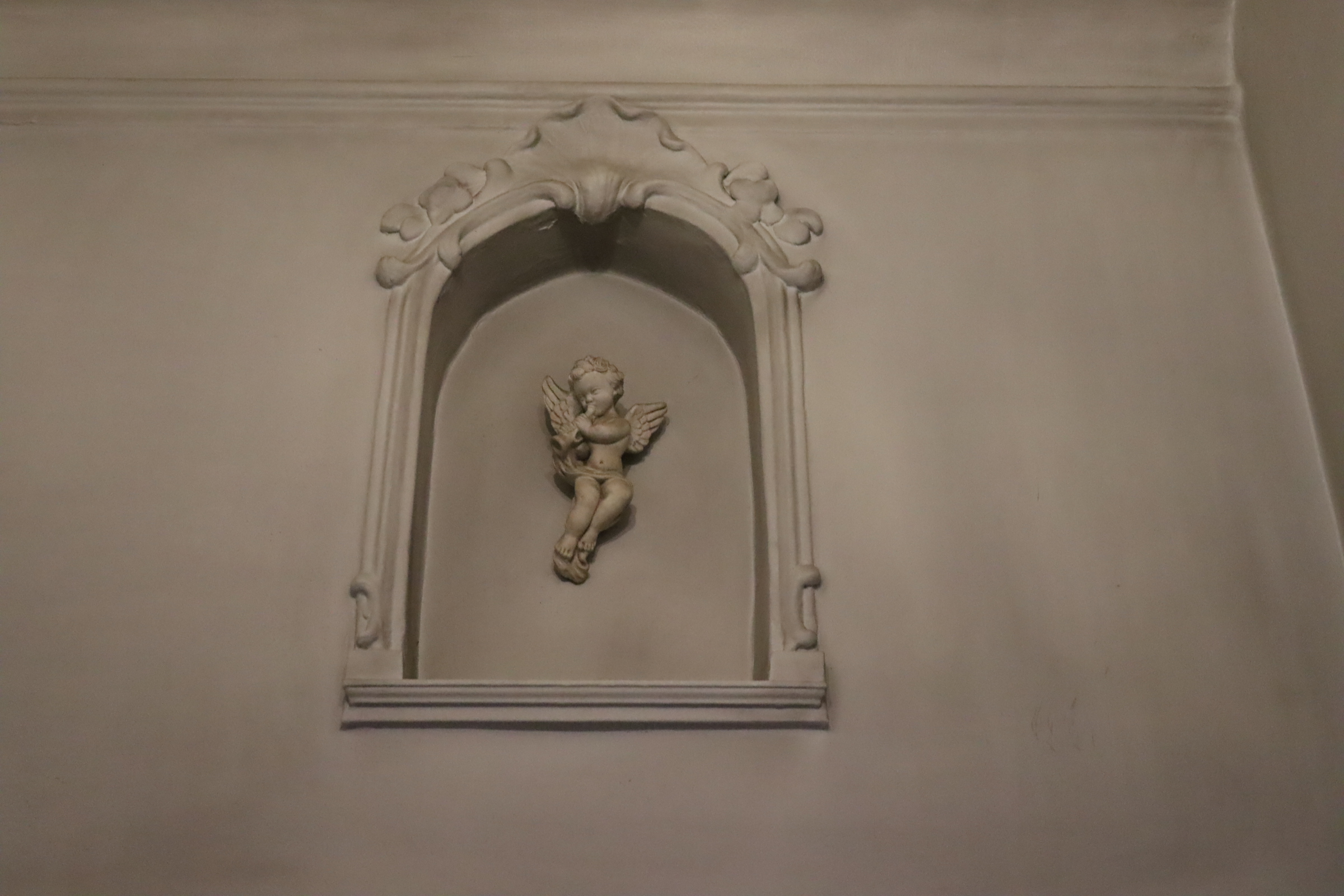
Elementen die men kan terugvinden in het interieur.
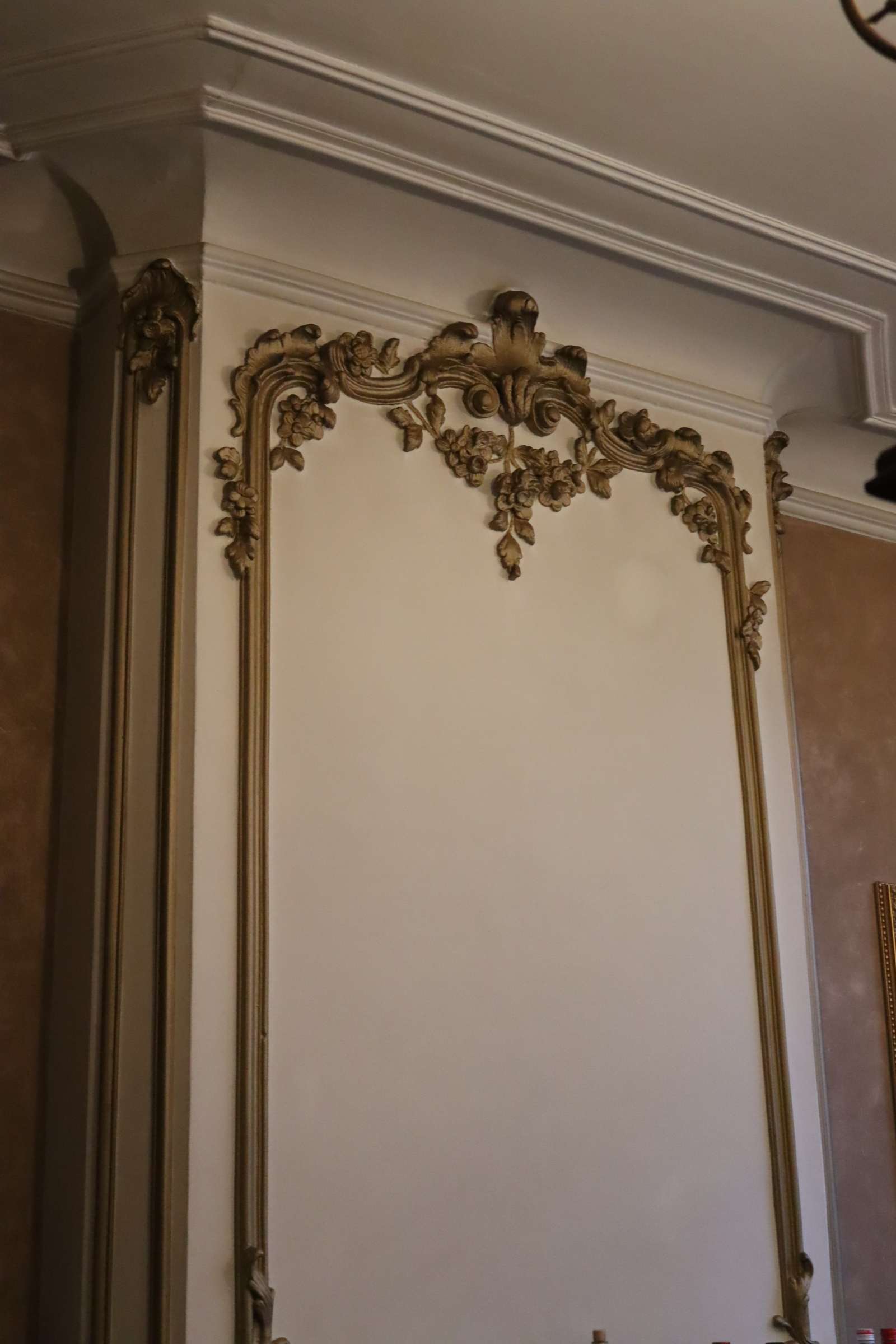
Decoratieve elementen in de hedendaagse inrichting van het restaurant.
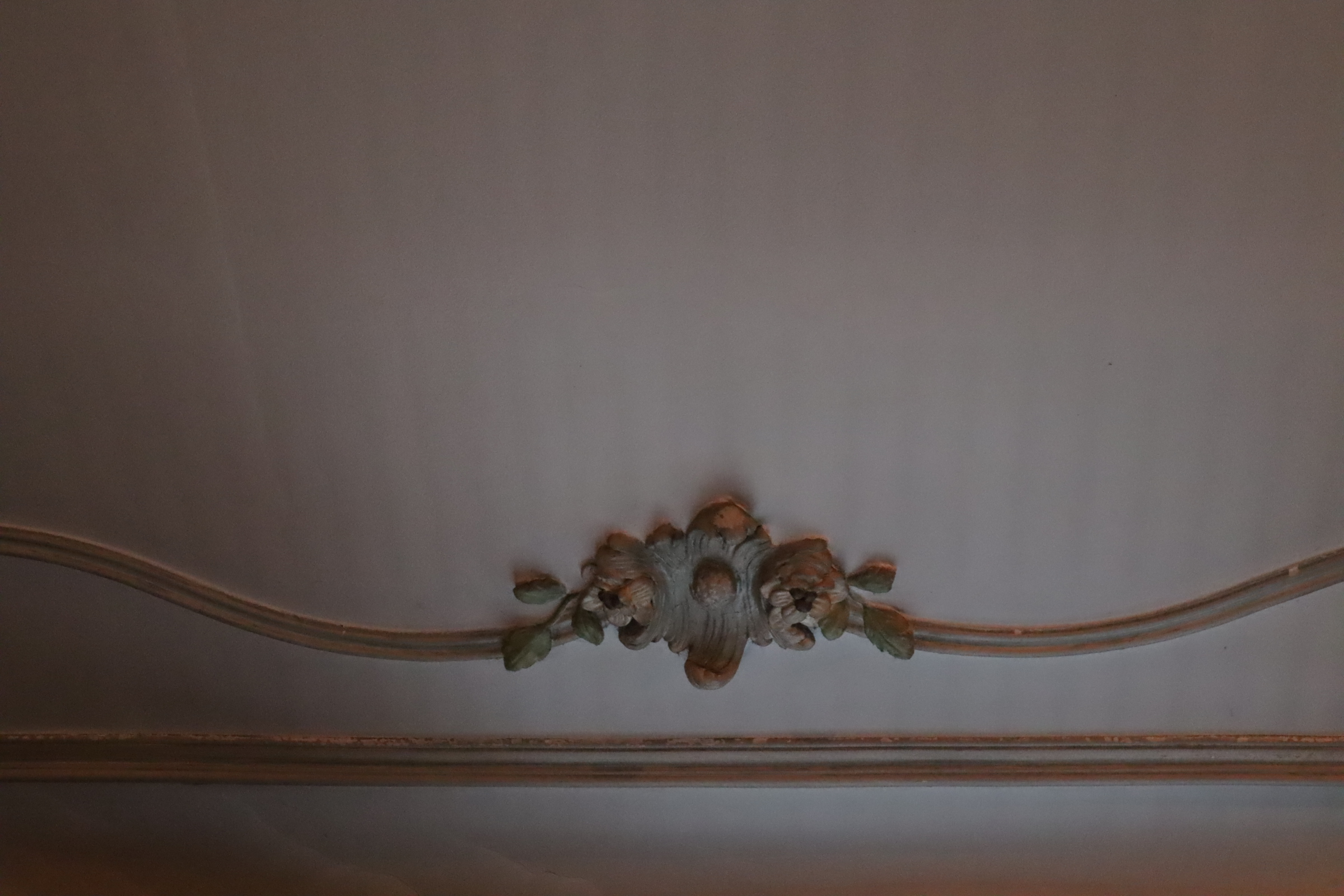
Decoratieve elementen in de hedendaagse inrichting van het restaurant.
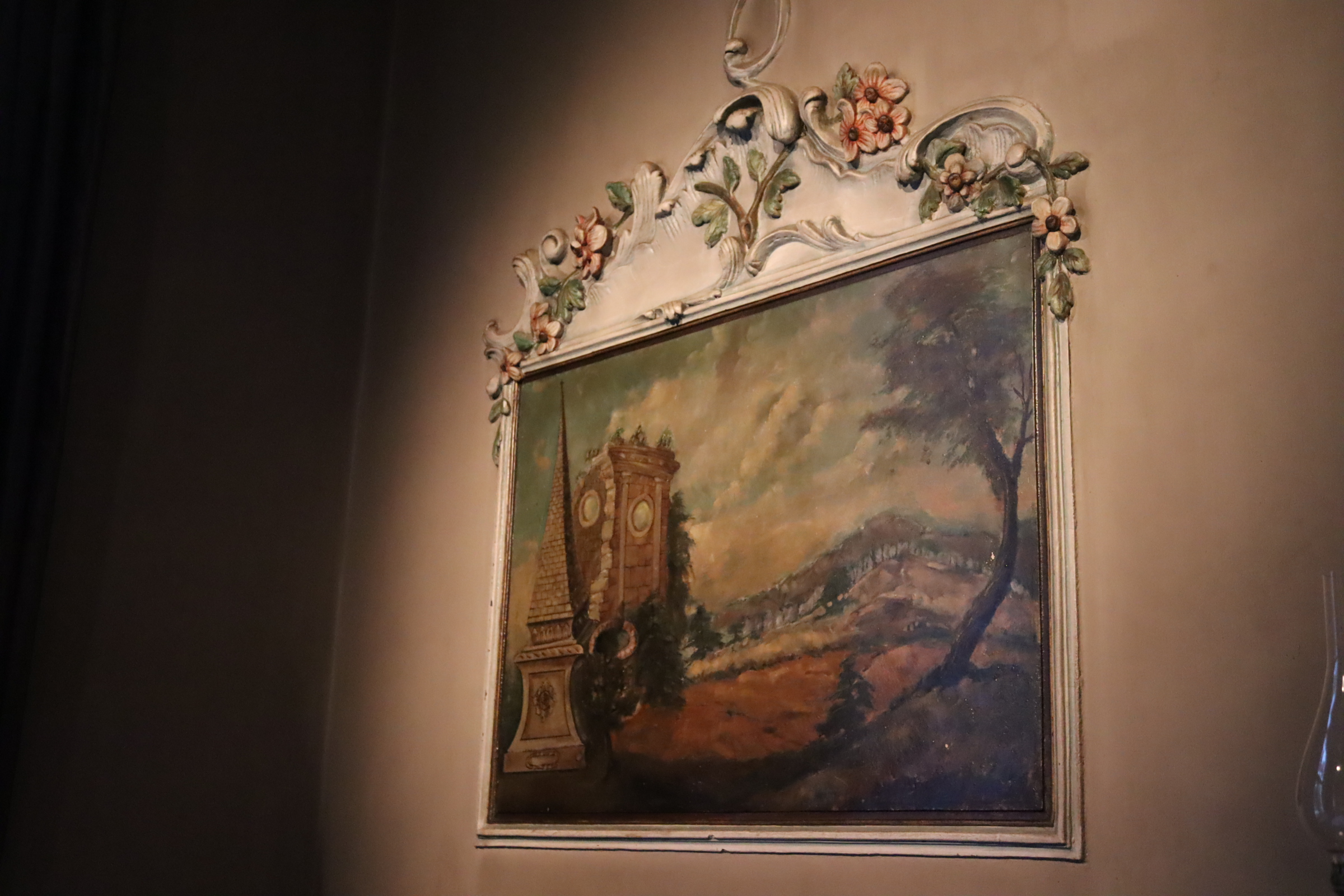
Het salon wordt gekenmerkt door verschillende muurschilderingen van J. Lauwers.
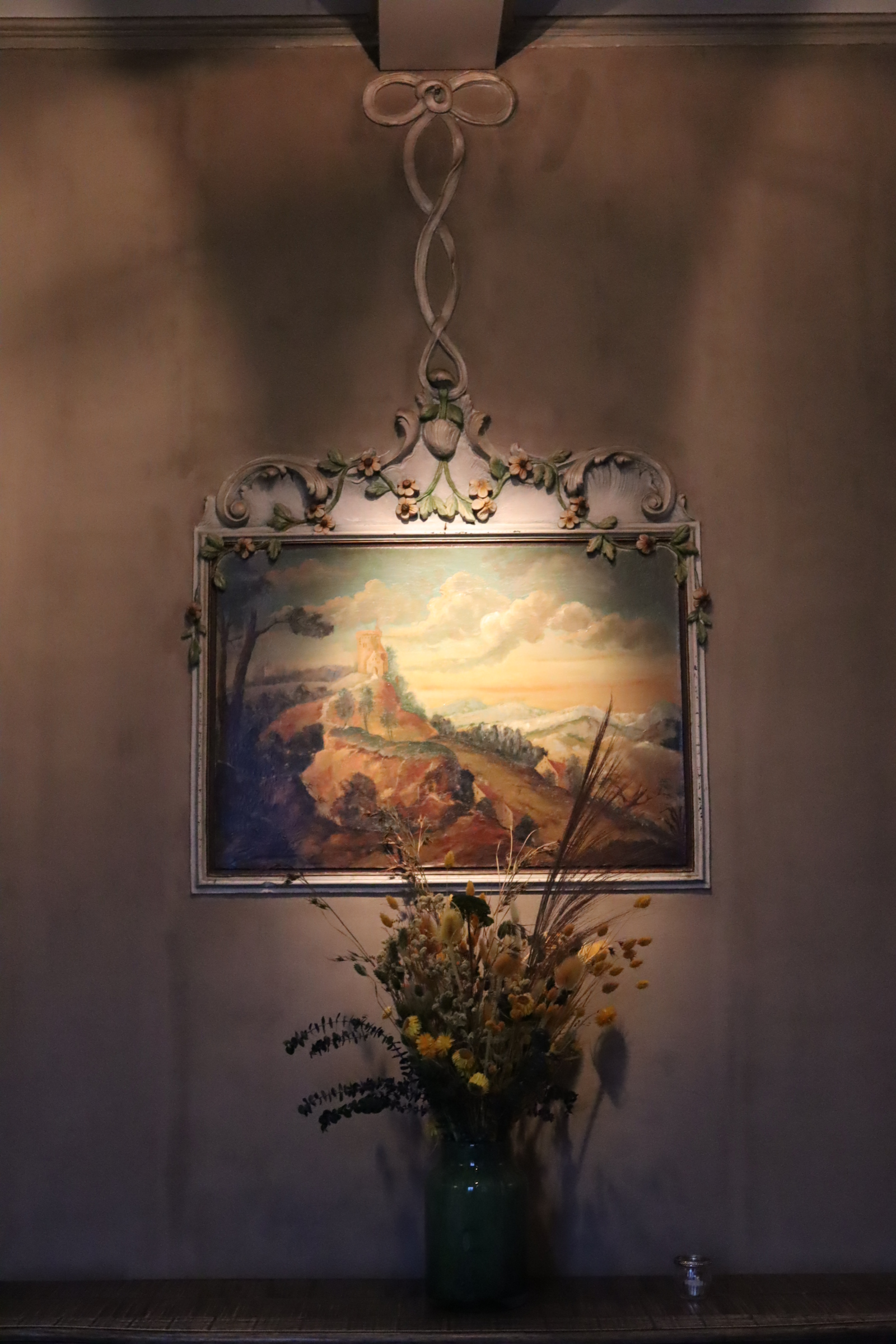
19-eeuwse fresco's terug te vinden in het salon.
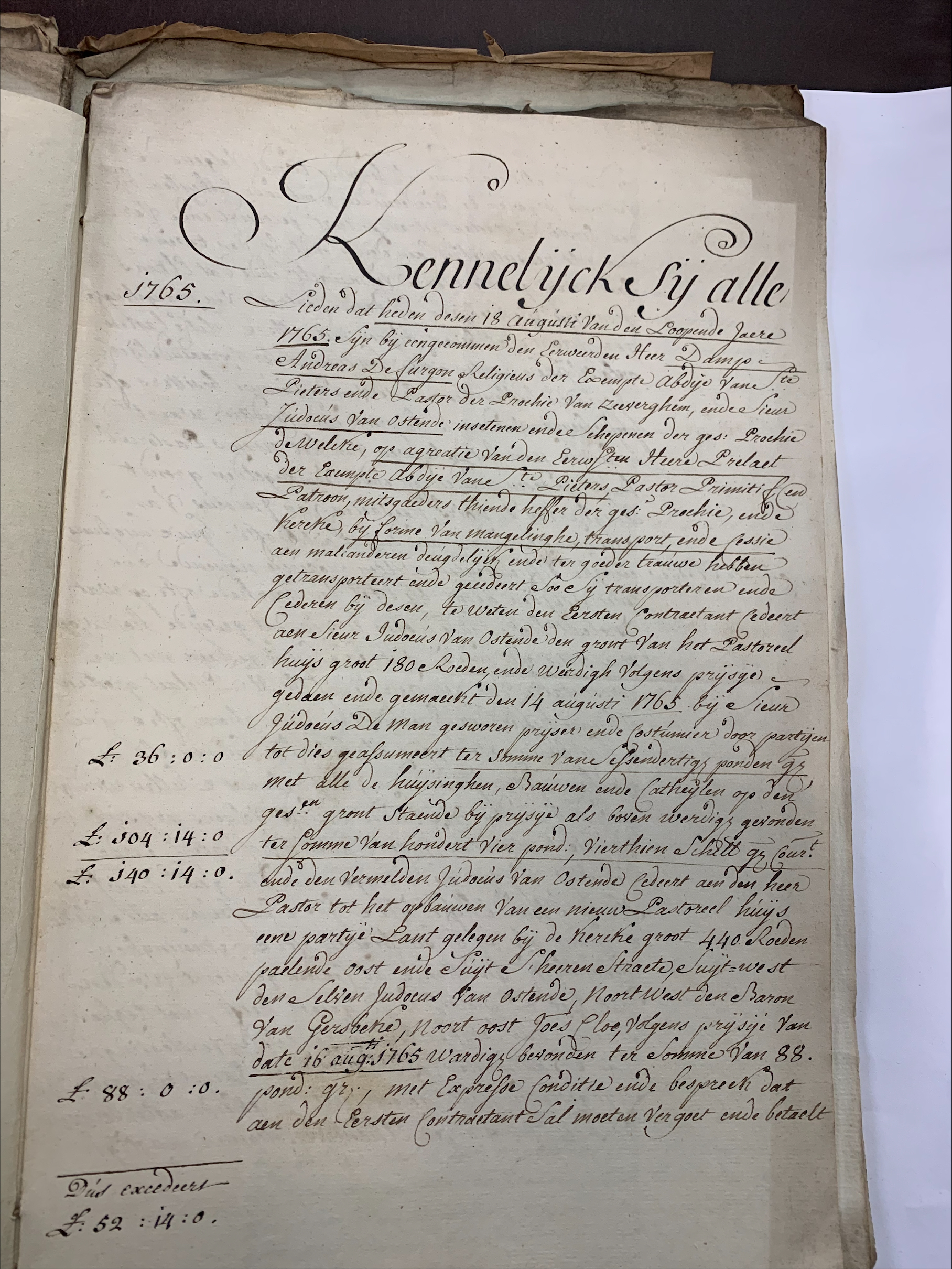
In het Rijksarchief te Gent kan men verschillende oude bronnen en rekeningen terugvinden over de pastorie te Zevergem.
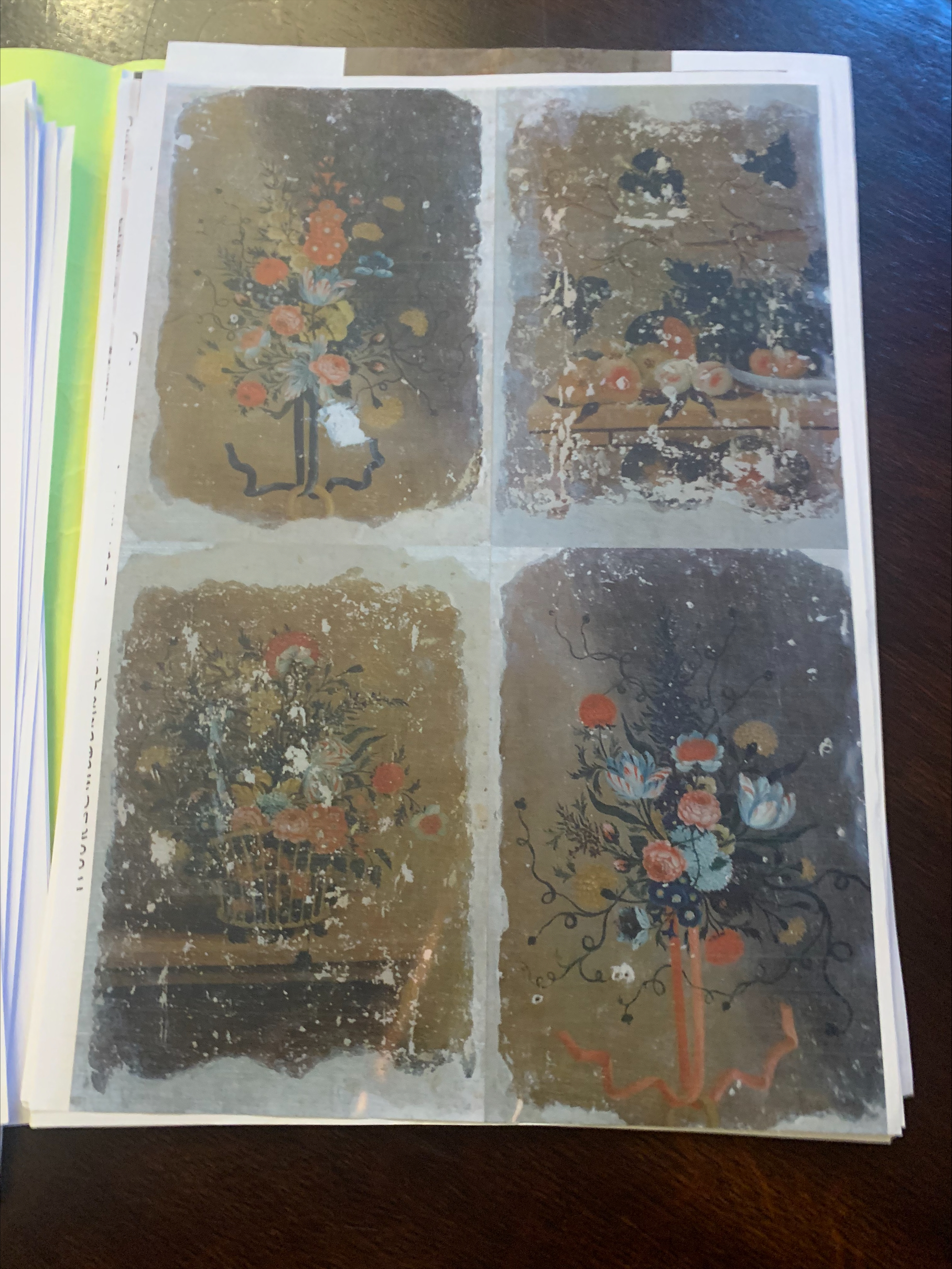
De bewaarde fresco's die men nog kan terugvinden in de pastorie.
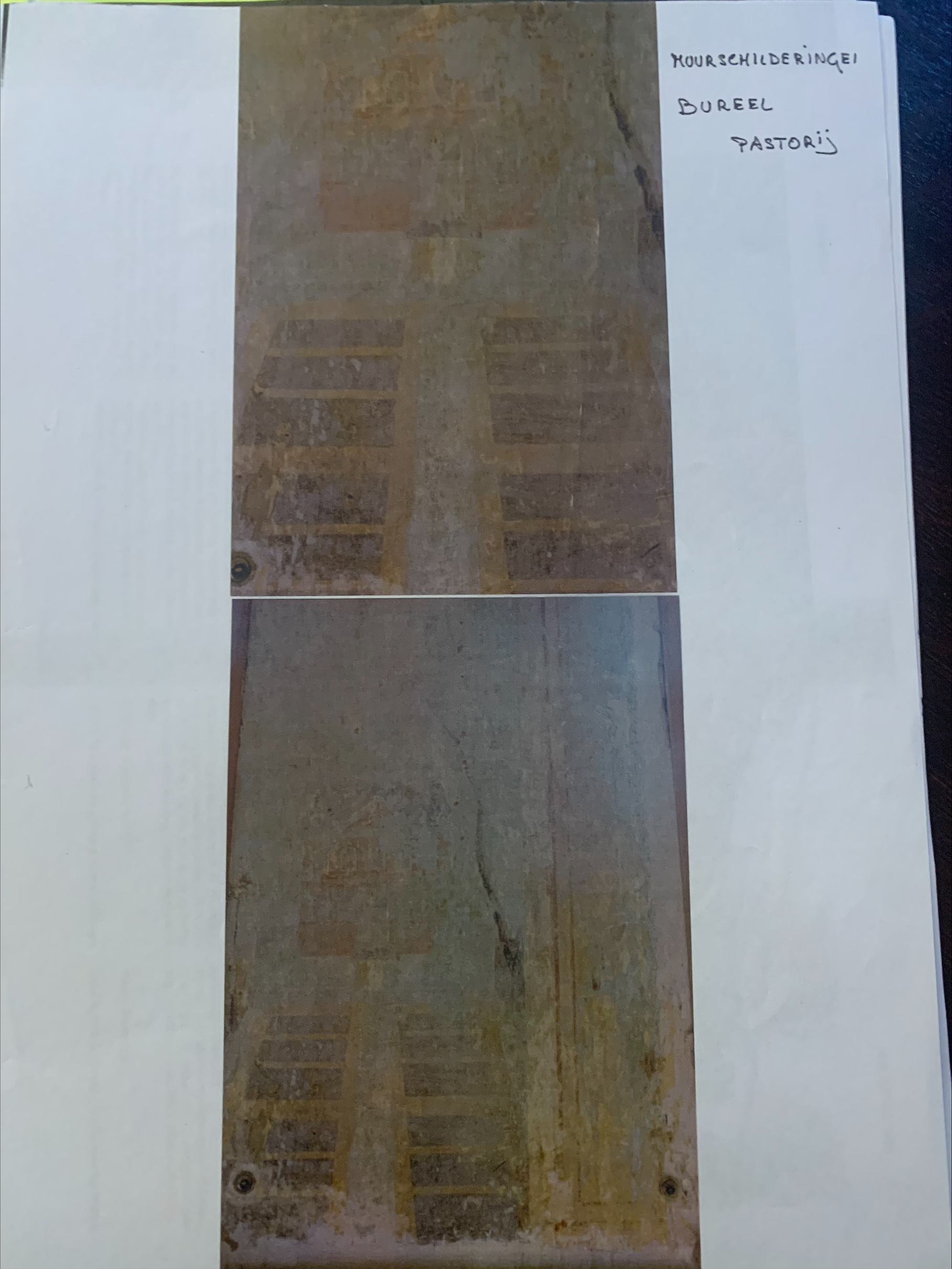
Muurschilderingen in het bureau.
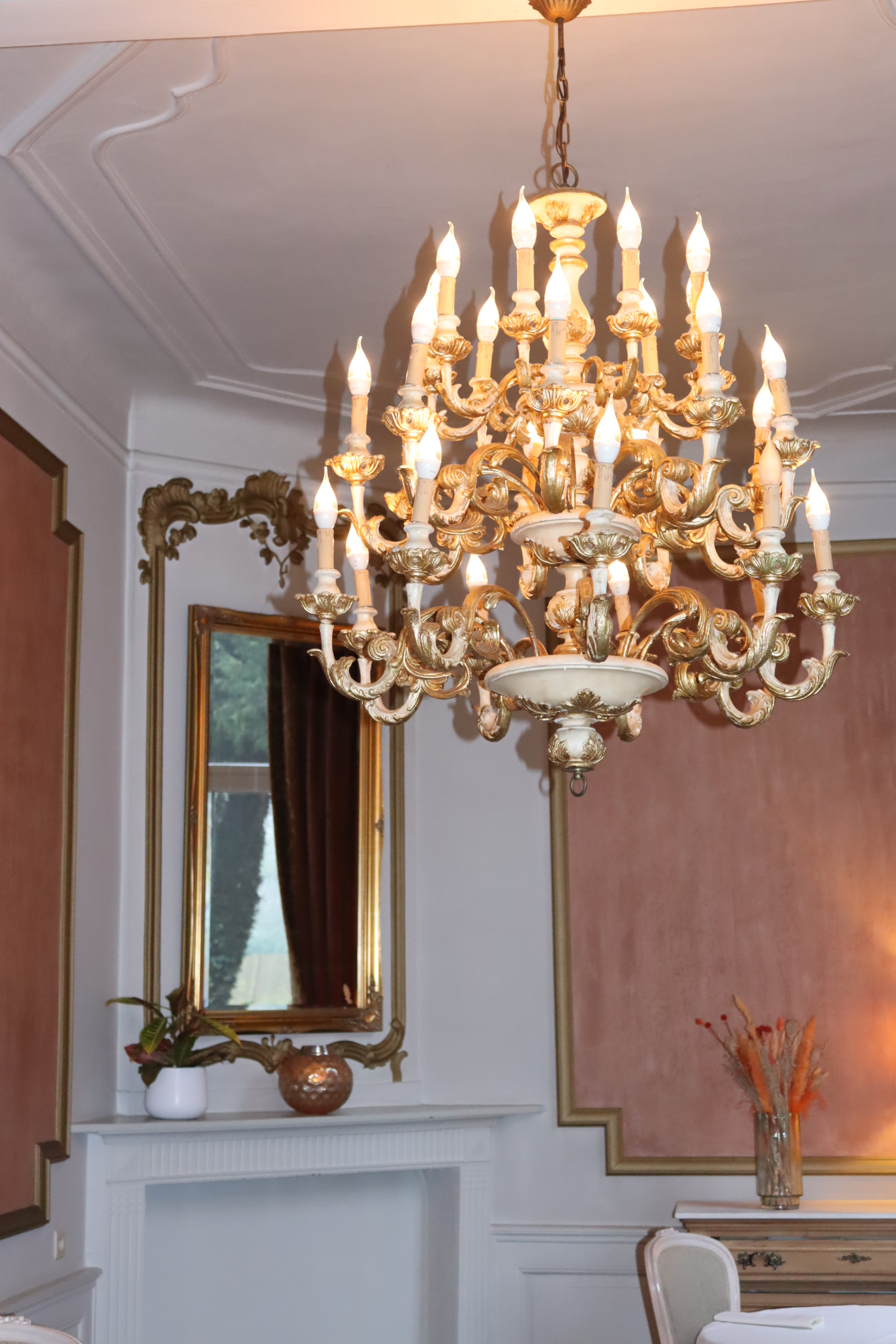
De hedendaagse inrichting van het restaurant met respect voor het historisch kader.
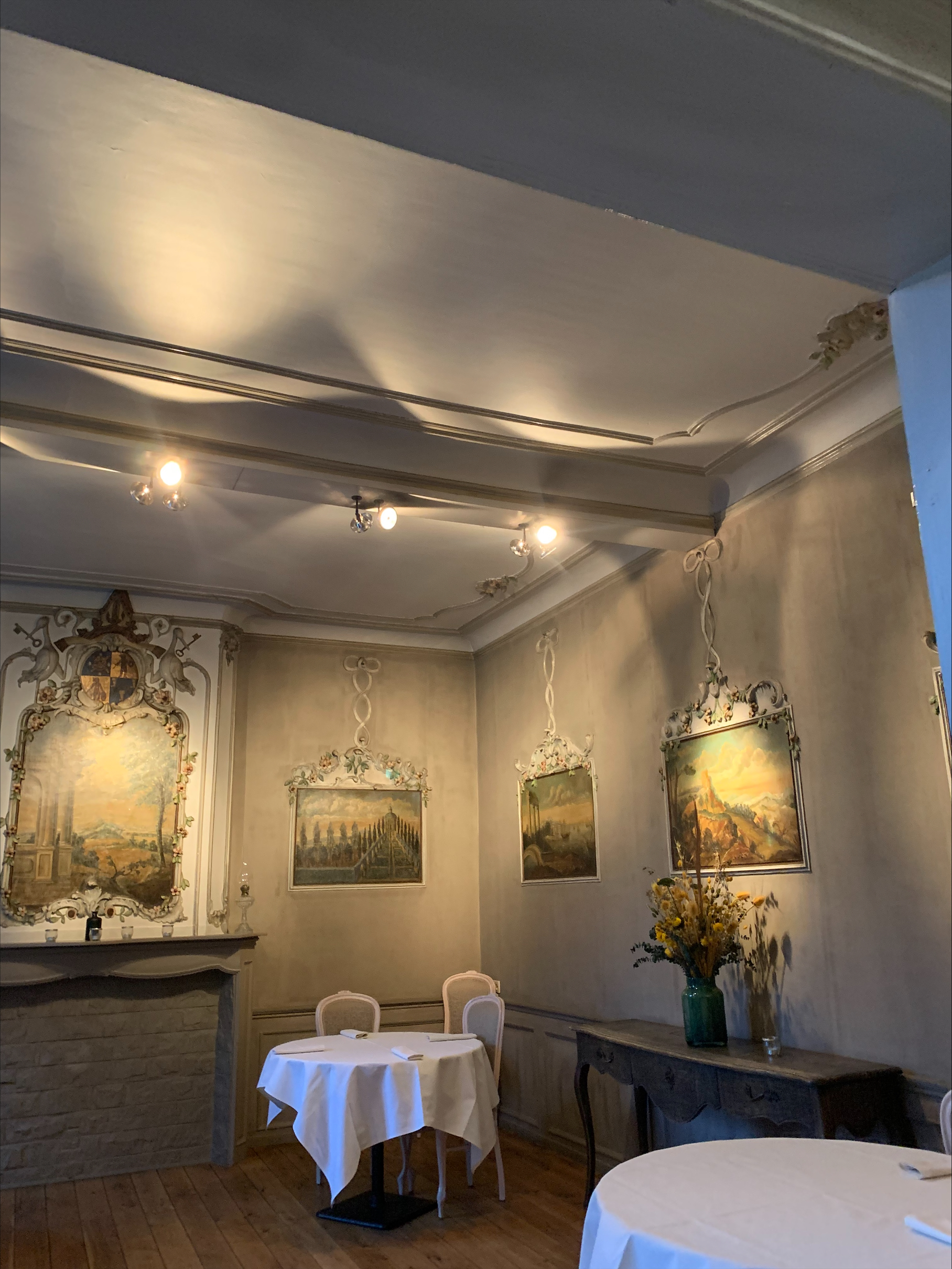
De hedendaagse inrichting van het salon.